# Erucastrum woodiorum
Erucastrum woodiorum är en korsblommig växtart som beskrevs av Bengt Edvard Jonsell. Erucastrum woodiorum ingår i släktet kålsenaper, och familjen korsblommiga växter. Inga underarter finns listade i Catalogue of Life.